# Riley 17
Der Riley 17 war ein Pkw von Riley.

## Beschreibung
Es war der erste PKW mit Vierzylindermotor, den Riley 1914 herausbrachte. Er war das Spitzenmodell der Marke. 
Der Wagen besaß einen Vierzylinder-Blockmotor mit 2932 cm³ Hubraum, seitlich stehenden Ventilen und Wasserkühlung. Die Maschine leistete 58 bhp (43 kW). Das Fahrgestell hatte einen Radstand von 3200 mm, der Aufbau war 4420 mm lang und 1727 mm breit. Das Leergewicht betrug 1372 kg. Wie alle Riley-Fahrzeuge hatte auch der 12 abnehmbare Drahtspeichenräder.
Noch im Erscheinungsjahr wurde die Fertigung kriegsbedingt eingestellt. 1918 wurde die Produktion wieder aufgenommen und bis 1923 fortgeführt. Anschließend baute Riley nur noch leichtere Fahrzeuge.